# Estivalelhas
Estivalelhas (occità) o Estivareilles (francès) és un municipi francès al departament del Loira (regió d'Alvèrnia-Roine-Alps). L'any 2007 tenia 644 habitants.

## Demografia

### Població
El 2007 la població de fet d'Estivareilles era de 644 persones. Hi havia 268 famílies de les quals 72 eren unipersonals (32 homes vivint sols i 40 dones vivint soles), 100 parelles sense fills, 84 parelles amb fills i 12 famílies monoparentals amb fills.
La població ha evolucionat segons el següent gràfic:

### Habitatges
El 2007 hi havia 481 habitatges, 269 eren l'habitatge principal de la família, 149 eren segones residències i 63 estaven desocupats. 430 eren cases i 51 eren apartaments. Dels 269 habitatges principals, 205 estaven ocupats pels seus propietaris, 56 estaven llogats i ocupats pels llogaters i 8 estaven cedits a títol gratuït; 1 tenia una cambra, 19 en tenien dues, 41 en tenien tres, 86 en tenien quatre i 122 en tenien cinc o més. 211 habitatges disposaven pel capbaix d'una plaça de pàrquing. A 106 habitatges hi havia un automòbil i a 128 n'hi havia dos o més.

### Piràmide de població
La piràmide de població per edats i sexe el 2009 era:
| Homes | Edats   | Dones |
| ----- | ------- | ----- |
| 0     | 95 o +  | 0     |
| 0     | 90 a 94 | 0     |
| 0     | 85 a 89 | 8     |
| 4     | 80 a 84 | 12    |
| 28    | 75 a 79 | 4     |
| 12    | 70 a 74 | 12    |
| 16    | 65 a 69 | 24    |
| 12    | 60 a 64 | 12    |
| 12    | 55 a 59 | 8     |
| 24    | 50 a 54 | 16    |
| 32    | 45 a 49 | 24    |
| 12    | 40 a 44 | 16    |
| 20    | 35 a 39 | 12    |
| 24    | 30 a 34 | 16    |
| 16    | 25 a 29 | 12    |
| 20    | 20 a 24 | 8     |
| 8     | 15 a 19 | 12    |
| 20    | 10 a 14 | 16    |
| 8     | 5 a 9   | 8     |
| 8     | 0 a 4   | 16    |

## Economia
El 2007 la població en edat de treballar era de 407 persones, 296 eren actives i 111 eren inactives. De les 296 persones actives 276 estaven ocupades (147 homes i 129 dones) i 20 estaven aturades (12 homes i 8 dones). De les 111 persones inactives 50 estaven jubilades, 30 estaven estudiant i 31 estaven classificades com a «altres inactius».

### Ingressos
El 2009 a Estivareilles hi havia 292 unitats fiscals que integraven 681 persones, la mediana anual d'ingressos fiscals per persona era de 14.695 €.

### Activitats econòmiques
Dels 31 establiments que hi havia el 2007, 1 era d'una empresa alimentària, 5 d'empreses de fabricació d'altres productes industrials, 8 d'empreses de construcció, 7 d'empreses de comerç i reparació d'automòbils, 1 d'una empresa de transport, 6 d'empreses d'hostatgeria i restauració, 2 d'empreses immobiliàries i 1 d'una empresa classificada com a «altres activitats de serveis».
Dels 15 establiments de servei als particulars que hi havia el 2009, 2 eren tallers de reparació d'automòbils i de material agrícola, 1 paleta, 3 guixaires pintors, 2 fusteries, 1 electricista, 1 empresa de construcció, 1 perruqueria i 4 restaurants.
Els 2 establiments comercials que hi havia el 2009 eren fleques.
L'any 2000 a Estivareilles hi havia 30 explotacions agrícoles que ocupaven un total de 660 hectàrees.

## Equipaments sanitaris i escolars
El 2009 hi havia una escola elemental.

## Poblacions properes
El següent diagrama mostra les poblacions més properes.